# هكتور جي
هكتور جي (بالإنجليزية: Hector Gee)‏ هو لاعب دوري الرغبي أسترالي، ولد في 10 نوفمبر 1909، وتوفي في 1987.